# Ranking of Kings
Ranking of Kings (王様ランキング, Ōsama Rankingu) est une série japonaise de manga écrit et dessiné par Sōsuke Tōka. Il est publié en ligne depuis mai 2017 dans le magazine Manga Hack de l'éditeur Enterbrain. La version française est éditée par Ki-oon depuis avril 2022.
Une adaptation en anime produite par Wit Studio en 23 épisodes est diffusée sur la case horaire noitaminA de la chaîne Fuji TV de octobre 2021 au mars 2022. Une suite sous forme d'épisodes spéciaux est diffusée d'avril 2023 à juin 2023.

## Synopsis
Le royaume de Bosse est en péril. Son fondateur, connu pour sa force herculéenne, est gravement malade, et l’héritier, le jeune prince Bojji, est loin d’avoir le profil pour prendre sa place... Sourd, d’une faiblesse telle qu’il est incapable de manier l’épée, il est la cible de toutes les moqueries, du chevalier au paysan ! S’il accède au trône, le pays est promis à la déchéance dans le classement des rois, dont le principal critère est la puissance des souverains. De ce point de vue, c’est le prince cadet, Daida, qui remporte le soutien populaire... Pourtant, Bojji arbore un éternel sourire. Même quand une mystérieuse ombre lui ordonne de lui donner ses vêtements, il s’exécute avec plaisir ! Car, pour la première fois de sa vie, le garçon trouve un partenaire de conversation. Cet étrange voleur comprend ses paroles... Bojji lui dévoile alors son rêve : devenir le meilleur roi du monde !

## Personnages
Bojji (ボッジ)
Voix japonaise : Minami Hinata, voix française : Brigitte Lecordier
Personnage principal de la série, un prince sourd. Il s'exprime en langue des signes. Il n'a pas appris à oraliser mais il est totalement capable d'émettre des sons. Il rêve de devenir un grand roi mais tout le monde se moque de lui et le pense incapable de devenir roi.
Ombre (カゲ, Kage)
Voix japonaise : Ayumu Murase, voix française : Alexis Tomassian
Une "ombre" devenue l'ami de Bojji.
Daida (ダイダ)
Voix japonaise : Yūki Kaji, voix française : Enzo Ratsito puis Jessy Dubuis
Le jeune demi-frère de Bojji, devenu roi. Ses actions et sa pensée sont influencées par son miroir magique (魔法の鏡役, Mahō no kagami).
Hiling (ヒリング, Hiringu)
Voix japonaise : Rina Satō, voix française : Charlotte Correa puis Caroline Frossard
La reine mère de Daida et belle-mère de Bojji.
Domas (ドーマス, Dōmasu)
Voix japonaise : Takuya Eguchi, voix française : Bruno Méyère
Bebin (ベビン)
Voix japonaise : Yōji Ueda (en), voix française : Emmanuel Rausenberger
Apeas (アピス, Apisu)
Voix japonaise : Hiroki Yasumoto, voix française : Philippe Roullier
Dorshe (ドルーシ, Dorūshi)
Voix japonaise : Hinata Tadokoro, voix française : Emmanuel Jacomy puis Marc-Antoine Frédéric
Hokuro (ホクロ)
Voix japonaise : Daiki Yamashita, voix française : Grégory Laisné
Roi Bosse (ボッス王, Bossu-ō)
Voix japonaise : Kenta Miyake, voix française : Emmanuel Jacomy puis Franck Gourlat
Reine Shiina (シーナ, Shīna)
Voix japonaise : Takako Honda (en), voix française : Samira Mameche
Miroir magique (魔法の鏡役, Mahō no kagami) / Miranjo (ミランジョ, Miranjo)
Voix japonaise : Maaya Sakamoto, voix française : Nora Denel
Desha (デスハー, Desuhā)
Voix japonaise : Yoshimitsu Shimoyama
Despa (デスパー, Desupā)
Voix japonaise : Takahiro Sakurai, voix française : Nessym Guetat
Ouken (オウケン, Ōken)
Voix japonaise : Kōji Yusa

## Manga
Ranking of Kings est écrit et dessiné par Sōsuke Tōka. Il est publié en ligne sur le site web Manga Hack depuis mai 2017 et a été collecté en dix-neuf volumes tankōbon par Enterbrain au 12 juin 2025.
En France, le manga est édité par Ki-oon à partir du 7 avril 2022.

### Liste des tomes
| no | Japonais         | Japonais          | Français          | Français          |
| no | Date de sortie   | ISBN              | Date de sortie    | ISBN              |
| -- | ---------------- | ----------------- | ----------------- | ----------------- |
| 1  | 12 février 2019  | 978-4-04-735517-0 | 7 avril 2022      | 979-10-327-1219-1 |
| 2  | 12 février 2019  | 978-4-04-735518-7 | 2 juin 2022       | 979-10-327-1218-4 |
| 3  | 12 avril 2019    | 978-4-04-735599-6 | 25 août 2022      | 979-10-327-1217-7 |
| 4  | 12 juin 2019     | 978-4-04-735684-9 | 6 octobre 2022    | 979-10-327-1215-3 |
| 5  | 10 août 2019     | 978-4-04-735719-8 | 1er décembre 2022 | 979-10-327-1214-6 |
| 6  | 12 décembre 2019 | 978-4-04-735807-2 | 2 février 2023    | 979-10-327-1276-4 |
| 7  | 11 avril 2020    | 978-4-04-735854-6 | 20 avril 2023     | 979-10-327-1294-8 |
| 8  | 12 août 2020     | 978-4-04-736228-4 | 1er juin 2023     | 979-10-327-1328-0 |
| 9  | 11 décembre 2020 | 978-4-04-736458-5 | 24 août 2023      | 979-10-327-1347-1 |
| 10 | 12 avril 2021    | 978-4-04-736602-2 | 5 octobre 2023    | 979-10-327-1365-5 |
| 11 | 12 août 2021     | 978-4-04-736743-2 | 7 décembre 2023   | 979-10-327-1388-4 |
| 12 | 10 décembre 2021 | 978-4-04-736868-2 | 1er février 2024  | 979-10-327-1637-3 |
| 13 | 12 avril 2022    | 978-4-04-737007-4 | 4 avril 2024      | 979-10-327-1638-0 |
| 14 | 12 août 2022     | 978-4-04-737154-5 | 19 septembre 2024 | 979-10-327-1639-7 |
| 15 | 12 décembre 2022 | 978-4-04-737284-9 |                   |                   |
| 16 | 12 avril 2023    | 978-4-04-737446-1 |                   |                   |
| 17 | 12 août 2023     | 978-4-04-737598-7 |                   |                   |
| 18 | 12 décembre 2023 | 978-4-04-737742-4 |                   |                   |
| 19 | 12 juin 2025     | 978-4-04-738454-5 |                   |                   |

## Anime

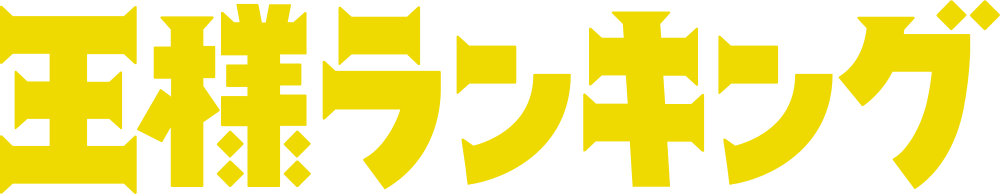
Logo de l'animé

Le 8 décembre 2019, il est annoncé que le manga va bénéficier d'une adaptation en anime. Wit Studio est chargé de la production de la série télévisée d'animation et la Japanese Federation of the Deaf supervise l'animation de la langue des signes. La série est réalisée par Yōsuke Hatta, avec Taku Kishimoto en tant que scénariste. Atsuko Nozaki s'occupant du design des personnages et MAYUKO composant la musique de la série. King Gnu interprète le générique de début intitulé BOY, tandis que Yama interprète le générique de fin intitulé Oz,. Vaundy interprète le deuxième générique d'ouverture intitulé Hadaka no Yūsha, tandis que Milet interprète le deuxième générique de fin intitulé Flare. Elle est diffusée sur la case horaire noitaminA de la chaîne Fuji TV du 15 octobre 2021 au 25 mars 2022,. Les épisodes sont disponibles en streaming au Japon sur Amazon Prime Video une heure après la diffusion de ceux-ci à la télévision. Wakanim détient les droits de diffusion en simulcast de la série dans les pays francophones ; mais également en Allemagne, en Autriche, dans les pays nordiques et dans les pays russophones. En Amérique du Nord, la série est acquise par Funimation qui diffuse une version sous-titrée en simulcast. La série est également diffusée en simulcast à partir du second cours sur Crunchyroll. L'anime bénéficie d'un doublage en version française, adaptée par Sarah Provost et le doublage réalisée par Enzo Ratsito,.
En août 2022, une série d'épisodes spéciaux, intitulée 
Ranking of Kings : Le Trésor du courage (王様ランキング 勇気の宝箱, Ōsama Ranking: Yūki no Takarabako) est annoncée. Le staff et le cast de la série animée reviendront pour les épisodes, qui mettra en vedette une histoire qui n'était pas dans la série originale,. La série est diffusée du 14 avril 2023 au 16 juin 2023 au Japon sur Fuji TV. La série est également diffusée en simulcast sur Crunchyroll. People 1 (ja) interprète le générique de début intitulé Gold, tandis que Aimer interprète le générique de fin intitulé Atemonaku.

### Liste des épisodes

#### Saison 1 (2021-2022)
| No                                          | Titre français                 | Titre japonais   | Titre japonais        | Date de 1re diffusion |
| No                                          | Titre français                 | Kanji            | Rōmaji                | Date de 1re diffusion |
| ------------------------------------------- | ------------------------------ | ---------------- | --------------------- | --------------------- |
| 1                                           | Le prince nu                   | 裸の王子         | Hadaka no ouji        | 15 octobre 2021       |
| [Chapitres 1-2-3-4-5]                       |                                |                  |                       |                       |
| 2                                           | Le prince et son ombre         | 王子とカゲ       | Ouji to kage          | 22 octobre 2021       |
| [Chapitres 5-6-7-8-11-12-13]                |                                |                  |                       |                       |
| 3                                           | Le nouveau roi                 | 新しい国王       | Atarashii kokuou      | 29 octobre 2021       |
| [Chapitres 7-8-9-8-10-11-13-14-16-17-18-19] |                                |                  |                       |                       |
| 4                                           | Le premier voyage              | 初めての旅       | Hajimete no tabi      | 5 novembre 2021       |
| [Chapitres 20-21-22-23-24-25]               |                                |                  |                       |                       |
| 5                                           | Des complots entremêlés        | からみあう陰謀   | Karamiau inbō         | 12 novembre 2021      |
| [Chapitres 25-26-27-28-29-30-31-32]         |                                |                  |                       |                       |
| 6                                           | Le roi des enfers              | 冥府の王         | Meifu no ō            | 19 novembre 2021      |
| [Chapitres 32-33-34-35-36-41-42-43]         |                                |                  |                       |                       |
| 7                                           | Le prince apprenti             | 王子の弟子入り   | Ōji no deshiiri       | 26 novembre 2021      |
| [Chapitres 36-37-38-39-40-41-44]            |                                |                  |                       |                       |
| 8                                           | Les sacrifices d'un souhait    | 夢のいけにえ     | Yume no ikenie        | 3 décembre 2021       |
| [Chapitres 15-43-44-49-50-51-52-53-54]      |                                |                  |                       |                       |
| 9                                           | La reine et son bouclier       | 王妃と盾         | Ōhi to tate           | 10 décembre 2021      |
| [Chapitres 56-57-58-59-60-61-62-63]         |                                |                  |                       |                       |
| 10                                          | L'épée du prince               | 王子の剣         | Ōji no ken            | 17 décembre 2021      |
| [Chapitres 44-45-46-47-48-49-66-67]         |                                |                  |                       |                       |
| 11                                          | Les deux frères                | 兄と弟           | Ani to otōto          | 24 décembre 2021      |
| [Chapitres 55-64-65-66-67-68-69]            |                                |                  |                       |                       |
| 12                                          | Un conflit en approche         | 戦いの足音       | Tatakai no ashioto    | 7 janvier 2022        |
| 13                                          | Un royaume ébranlé             | 王国の乱れ       | Ōkoku no midare       | 14 janvier 2022       |
| 14                                          | Le retour du prince            | 王子の帰還       | Ōji no kikan          | 21 janvier 2022       |
| 15                                          | Les chevaliers des enfers      | 冥府騎士団       | Meifu kishidan        | 28 janvier 2022       |
| 16                                          | La dignité d'un roi            | 王の威厳         | Ō no igen             | 4 février 2022        |
| 17                                          | Le fléau de l'immortalité      | 不死の呪い       | Fushi no noroi        | 11 février 2022       |
| 18                                          | La guerre contre les dieux     | 神々との争い     | Kamigami to no Arasoi | 18 février 2022       |
| 19                                          | L'ultime rempart               | 最後の砦         | Saigo no Toride       | 25 février 2022       |
| 20                                          | L'immortel contre l'invincible | 不死身” 対 ”無敵 | Fujimi tai muteki     | 4 mars 2022           |
| 21                                          | L'épée du roi                  | 王の剣           | Ō no Ken              | 11 mars 2022          |
| 22                                          | La promesse faite au génie     | 魔神との約束     | Majin to no Yakusoku  | 18 mars 2022          |
| 23                                          | Le roi et son soleil           | 王様と太陽       | Ōsama to taiyō        | 25 mars 2022          |

#### Le Trésor du courage (2023)
| No | Titre français                                                                | Titre japonais                           | Titre japonais                                            | Date de 1re diffusion |
| No | Titre français                                                                | Kanji                                    | Rōmaji                                                    | Date de 1re diffusion |
| -- | ----------------------------------------------------------------------------- | ---------------------------------------- | --------------------------------------------------------- | --------------------- |
| 1  | Les douze travaux d'Ombre - Le prince et l'or                                 | カゲのおつかい / 王子とお金              | Kage no Ōtsukai / Ōji to Okane                            | 14 avril 2023         |
| 2  | Les animaux de la lande - Le désert mystérieux                                | 荒野の獣 / ふしぎな砂漠                  | Arano no shishi / Fushigina sabaku                        | 21 avril 2023         |
| 3  | La vielle amie de Hiling - Daida et la magie                                  | ヒリングの旧友 / ダイダと魔法            | Hiringu no kyūyū / Daida to mahō                          | 28 avril 2023         |
| 4  | Les trois frères et l'immortalité                                             | 不死と三兄弟                             | Fushi to sankyōda                                         | 5 mai 2023            |
| 5  | La loi des enfers - Le cheval blanc se rue - Hokuro, le soldat au cœur tendre | 冥府の掟 / 恋する白馬 / 優しき兵士ホクロ | Meifu no okite / Koisuru hakuba / Yasashiki heishi hokuro | 12 mai 2023           |
| 6  | Bojji devenu roi - La mélancolie du roi Daida                                 | 王になったボッジ / ダイダ王の憂鬱        | Oni natta Bojji / Daida ō no yūutsu                       | 19 mai 2023           |
| 7  | Le sourire du charmeur de serpents - Le festin des gardes royaux élites       | 薄ら笑いの蛇使い / 四天王の宴            | Susukira warai no hebizukai / Shitennō no utage           | 26 mai 2023           |
| 8  | Le rêve d'Ombre - Une maman en or                                             | カゲのあこがれ / 偉大な母                | Kage no akogare / Idaina haha                             | 2 juin 2023           |
| 9  | Miranjo et le génie - Les trésors du prince                                   | ミランジョと魔神 / 王子と宝物            | Miranjo to majin / Oji to hōmotsu                         | 9 juin 2023           |
| 10 | La fine lame renaît                                                           | 剣王の復活                               | Kenō no                                                   | 16 juin 2023          |

## Accueil

### Manga
Ranking of Kings est classé à la 6e place dans le Tsutaya Comic Awards 2019. Il s'est classé 5e au Manga Shimbun Taishō 2019. L'édition 2020 de Kono Manga ga Sugoi! qui interroge les professionnels de l'industrie du manga et de l'édition, a nommé Ranking of Kings la septième meilleure série de manga pour les lecteurs masculins. Bojji et Kage ont été nommés respectivement dans les catégories Meilleur acteur masculin principal et Meilleur acteur masculin de soutien, au Magademy Award 2022,. En décembre 2021, le manga avait 1,5 million d'exemplaires en circulation.

### Anime
En Chine, l'anime a été acclamé par les téléspectateurs pour son histoire réconfortante. L'émission a reçu près de 48 millions de vues sur Bilibili avec seulement 4 épisodes disponibles.

#### Liste des récompenses et nominations de l'adaptation animée
| Année | Prix                     | Catégorie                          | Nommé                   | Résultat   | Réf    |
| ----- | ------------------------ | ---------------------------------- | ----------------------- | ---------- | ------ |
| 2022  | Crunchyroll Anime Awards | Meilleur garçon                    | Bojji                   | Lauréat    | ,      |
| 2022  | Crunchyroll Anime Awards | Meilleur protagoniste              | Bojji                   | Nomination | ,      |
| 2022  | Crunchyroll Anime Awards | Anime de l'année                   | Ranking Of Kings        | Nomination | ,      |
| 2022  | Crunchyroll Anime Awards | Meilleure conception de personnage | Ranking Of Kings        | Nomination | ,      |
| 2022  | Crunchyroll Anime Awards | Meilleur fantaisie                 | Ranking Of Kings        | Nomination | ,      |
| 2022  | Crunchyroll Anime Awards | Meilleure performance VA (FR)      | Alexis Tomassian (Kage) | Nomination | ,      |
| 2022  | Galaxy Awards            | Récompenses Galaxy Mensuelles      | Ranking of Kings        | Lauréat    | [ 30 ] |

### Annotations
1. ↑  Assistant du réalisateur
2. ↑  Chief Unit Director
3. ↑  Assistant du réalisateur
4. ↑  Chief Unit Director
5. ↑  Les titres français de l'adaptation en anime proviennent de Wakanim.
6. ↑  Les titres français de l'adaptation en anime proviennent de Crunchyroll.

### Œuvres
Édition japonaise
Ranking of Kings
1. 1 2  (ja) « 王様ランキング（１） », sur Enterbrain (consulté le 11 novembre 2021)
2. 1 2  (ja) « 王様ランキング（２） », sur Enterbrain (consulté le 11 novembre 2021)
3. 1 2  (ja) « 王様ランキング（３） », sur Enterbrain (consulté le 11 novembre 2021)
4. 1 2  (ja) « 王様ランキング（４） », sur Enterbrain (consulté le 11 novembre 2021)
5. 1 2  (ja) « 王様ランキング（５） », sur Enterbrain (consulté le 11 novembre 2021)
6. 1 2  (ja) « 王様ランキング（６） », sur Enterbrain (consulté le 11 novembre 2021)
7. 1 2  (ja) « 王様ランキング（７） », sur Enterbrain (consulté le 11 novembre 2021)
8. 1 2  (ja) « 王様ランキング（８） », sur Enterbrain (consulté le 11 novembre 2021)
9. 1 2  (ja) « 王様ランキング（９） », sur Enterbrain (consulté le 11 novembre 2021)
10. 1 2  (ja) « 王様ランキング（１０） », sur Enterbrain (consulté le 11 novembre 2021)
11. 1 2  (ja) « 王様ランキング（１１） », sur Enterbrain (consulté le 11 novembre 2021)
12. 1 2  (ja) « 王様ランキング（１２） », sur Enterbrain (consulté le 12 novembre 2021)
13. 1 2  (ja) « 王様ランキング（１３） », sur Enterbrain (consulté le 13 mars 2022)
14. 1 2  (ja) « 王様ランキング（１４） », sur Enterbrain (consulté le 23 août 2022)
15. 1 2  (ja) « 王様ランキング（１５） », sur Enterbrain (consulté le 21 décembre 2022)
16. 1 2  (ja) « 王様ランキング（１６） », sur Enterbrain (consulté le 4 mars 2023)
17. 1 2  (ja) « 王様ランキング（１７） », sur Enterbrain (consulté le 29 juin 2023)
18. 1 2  (ja) « 王様ランキング（１８） », sur Enterbrain (consulté le 30 octobre 2023)
19. 1 2  (ja) « 王様ランキング（１９） », sur Enterbrain (consulté le 23 avril 2025)

Édition française
Ranking of Kings
1. 1 2  « Ranking of Kings Tome 1 », sur Ki-oon (consulté le 11 novembre 2021)
2. 1 2  « Ranking of Kings Tome 2 », sur Ki-oon (consulté le 27 juin 2022)
3. 1 2  « Ranking of Kings Tome 3 », sur Ki-oon (consulté le 23 août 2022)
4. 1 2  « Ranking of Kings Tome 4 », sur Ki-oon (consulté le 21 décembre 2022)
5. 1 2  « Ranking of Kings Tome 5 », sur Ki-oon (consulté le 21 décembre 2022)
6. 1 2  « Ranking of Kings Tome 6 », sur Ki-oon (consulté le 4 mars 2023)
7. 1 2  « Ranking of Kings Tome 7 », sur Ki-oon (consulté le 29 mars 2023)
8. 1 2  « Ranking of Kings Tome 8 », sur Ki-oon (consulté le 7 juin 2023)
9. 1 2  « Ranking of Kings Tome 9 », sur Ki-oon (consulté le 13 août 2023)
10. 1 2  « Ranking of Kings Tome 10 », sur Ki-oon (consulté le 5 octobre 2023)
11. 1 2  « Ranking of Kings Tome 11 », sur Ki-oon (consulté le 7 décembre 2023)
12. 1 2  « Ranking of Kings Tome 12 », sur Ki-oon (consulté le 15 février 2024)
13. 1 2  « Ranking of Kings Tome 13 », sur Ki-oon (consulté le 24 mars 2024)
14. 1 2  « Ranking of Kings Tome 14 », sur Ki-oon (consulté le 20 octobre 2024)